# جون كوستيلو
جون كوستيلو (بالإنجليزية: John Costello)‏ هو لاعب كرة قاعدة أمريكي، ولد في 24 ديسمبر 1960 في ذا برونكس في الولايات المتحدة.

## وصلات خارجية
- جون كوستيلو على موقعبيزبول رفرنس.كوم (الدوري الرئيسي) (الإنجليزية)
- جون كوستيلو على موقعبيزبول رفرنس.كوم (الدوري الثانوي) (الإنجليزية)
- جون كوستيلو على موقع مشجعي الرسوم البيانية (الإنجليزية)